# Soy Luna
Violetta O11ZE
Bia
Soy Luna est une telenovela argentine créée par Jorge Edelstein, réalisée par Jorge Nisco et Martín Saban (es), produite par Pol-ka Producciones (en) en collaboration avec Disney Channel (Amérique latine) et diffusée entre le 14 mars 2016 et le 17 août 2018 en Amérique latine. En France, la série a été diffusée du 18 avril 2016 au 12 octobre 2018.
La saison 1 a été diffusée du 14 mars 2016 au 26 août 2016 en Amérique latine et du 18 avril 2016 au 2 février 2017 en France.
La deuxième saison a été diffusée à partir du 17 avril 2017 au 29 septembre 2017 en Amérique latine et du 24 avril 2017 au 21 décembre 2017 en France.
La troisième saison est diffusée du 16 avril 2018 au 17 août 2018 en Amérique latine et du 23 avril 2018 au 12 octobre 2018 en France.
La première saison est disponible sur Disney+ depuis le lancement de la plateforme en France, le 7 avril 2020. Les deuxième et troisième saisons sont disponibles depuis le 18 septembre 2020 sur la plateforme de streaming.
Une quatrième saison est annoncée le 16 juin 2025 via un réel sur les comptes Instagram des acteurs principaux, confirmant les spéculations des fans alors présents sur le tournage en Argentine. Elle sera diffusée en 2026 sur Disney+.

## Synopsis

### Première saison[1]
Luna Valente est une adolescente mexicaine qui mène une vie calme et heureuse en patinant pendant son temps libre sur les rivages de sa ville bien-aimée, Cancún, tout en écoutant les chansons que son meilleur ami Simón Álvarez compose pour elle. Tous deux travaillent dans un fast-food nommé Foodger Wheels. Soudain, sa vie prend une tournure inattendue lorsque ses parents reçoivent une offre d'emploi qui leur est impossible de refuser, alors ils acceptent et déménagent donc à Buenos Aires en Argentine. Luna doit ainsi s'adapter à une nouvelle vie et à une école huppée, se retrouvant dans un monde privilégié très différent du sien. Cependant, elle découvre bientôt le Jam & Roller, un endroit où les jeunes testent et améliorent leurs compétences sur des patins, mais aussi en chant sur scène. Au cours de cette nouvelle étape de sa vie, sa passion pour le patinage et la danse va véritablement s'affirmer. Elle va rencontrer de nouveaux amis en cours de route, et aussi aimer, tomber amoureuse d'un garçon complètement différent d'elle, Matteo Balsano, tandis qu'Ámbre Smith, la fille la plus populaire de l'école et la petite-amie de Matteo, lui rendra la vie difficile.

### Deuxième saison
Les vacances se terminent, un rêve déclenche le début de la saison, qui conduira les personnages à faire face à de nouveaux défis personnels, passions, sentiments et à la recherche de leur propre identité. Luna se dirige vers une vérité révélatrice alors qu'elle attend avec impatience ses retrouvailles avec Matteo. Mais il revient changé et réticent. Personne ne connaît le secret que cache Matteo, mais Luna est prête à se battre pour le découvrir.
En cours de route, les amis de Matteo l'aideront à découvrir sa véritable passion et il devra faire face à la pression de son père, un homme d'affaires exigeant. À la résidence Benson, l'arrivée du père de Sharon Benson perturbe la routine et ramène des souvenirs du passé. Luna ressent une forte empathie pour cet homme espiègle et drôle, à qui elle ressemble tant. Leurs relations, ainsi que l'aide de Nina, marqueront un nouveau chemin personnel pour Luna et l'aideront à enquêter sur le mystère de son passé. Les conflits professionnels affectent le groupe des plus âgés : Ámbar, Jazmín, Delfi, Gastón et Ramiro, diplômés du Blake South College, devront décider de la voie à suivre pour atteindre l'âge adulte.
Ámbar a essayé de devenir une meilleure personne en aidant ses amis, en soutenant Simón, Matteo et même Luna. Mais elle met accidentellement le feu à la piste. De peur de ce qu'ils pourraient lui faire, elle décide de se taire, mais peu de temps après, tout le monde découvre ce qu'elle a fait et tout le monde lui tourne le dos. Elle rejoindra les Sliders pour se venger du Roller, en particulier de Luna.
Pendant ce temps, Matteo débattra de sa vie entre rendre son père fier et poursuivre une carrière prestigieuse à l'université ou choisir ce qu'il aime vraiment. Quant à l'amour, il doit faire un choix entre deux options : rester avec Luna, dont il admet ne jamais cesser d'aimer ou seulement la protéger avant de quitter la ville pour potentiellement aller à l'université. Grâce à Ramiro, on découvre un groupe de skateurs de rue, Adrenaline, qui guidera Ramiro et Matteo dans leur grande passion. Au-delà de l'école, la popularité de Jam & Roller ne cesse de croître, et la piste dispose désormais de caméras qui diffusent ce qui s'y passe tout au long de la journée. Mais un événement imprévu changera les plans et déclenchera une crise qui obligera toute l'équipe à travailler ensemble et unie. Un dernier grand événement de la saison, là où le monde de la musique et du patinage se confondent, marquera à jamais ; certains continueront leur chemin et d'autres se croiseront à nouveau, mais tous seront marqués par la profonde amitié qui les unit. Au bout du chemin, Luna sera sur le point de découvrir une vérité qui peut changer sa vie pour toujours.

### Troisième saison
La saison 3 commence à la fin des grandes vacances. Gary, l'oncle de Nico, prend possession du Jam&Roller et c'est à présent l'équipe des Red Sharks qui s'y entraînera, prenant la piste au Roller. Ambre, Emilia et Benicio en feront partie, ainsi que Ramiro qui souhaite faire carrière dans le patinage. Étant rejeté par ses amis, il se tourne peu à peu vers ses coéquipiers. Luna et ses parents adoptifs sont désormais les propriétaires de l'ancienne résidence de Sharon Benson. Mais Ambre est de plus en plus insolente avec les membres de sa famille, tandis que Sharon est au Mexique et a vendu la résidence de Cancún. Gary interdit aux membres du Roller de patiner sur la piste. Alfredo décide d'engager du personnel et Rey revient pour travailler à la résidence, tout comme Maggie, une nouvelle femme de ménage manigançant avec Sharon. Matteo ressent toujours des sentiments pour Luna mais elle semble en avoir pour Simon. Quant à Nina, elle communique avec Gaston par webcam. Luna fait beaucoup de rêves à propos de Mme Benson qui a disparu. Matteo arrive petit à petit à reconquérir Luna. Ils finiront même par s'embrasser lors d'un Open de musique se déroulant à la résidence Benson mais Emilia, jalouse et qui était parvenue auparavant à embrasser Matteo contre son gré et à filmer tout cela à son insu, choisira de diffuser la photo de son baiser avec celui-ci sur écran géant et devant tout le monde. Ainsi, Luna la verra également et, bouleversée, ne souhaitera plus jamais entendre parler de Matteo. Et ce dernier, voulant absolument que Luna sache la vérité sur ce qu'il s'est réellement produit avec Emilia, aura un accident en tentant de grimper au portail de la résidence. Après avoir rencontré Michel, un garçon qui vivra chez elle et qui sera amoureux d'elle. Luna décide de se remettre avec Matteo, ils finiront par s'embrasser sous la pluie et recommenceront à sortir ensemble. Un incendie déclenché par Sharon a lieu à la résidence, celle-ci étant restée à l'intérieur ne pourra plus jamais voir et se rend compte de ses erreurs. Un mois après, Luna décide de pardonner à Sharon, le Jam & Roller patine au River Live Fest, et l'anniversaire des 18 ans de Luna est fêté.

## Fiche technique
- Titre original et français : Soy Luna
- Création : Jorge Edelstein
- Réalisation : Jorge Nisco, Martín Saban
- Scénario :
- Production :
- Société(s) de production : Pol-ka Producciones (en) et Disney Channel Amérique latine
- Société(s) de distribution : Disney Channel
- Pays d'origine :  Argentine
- Langue originale : espagnol
- Format : couleur —

## Distribution
| Acteur                  | Personnages                              | Doublage              | Saisons    | Saisons    | Saisons    |
| Acteur                  | Personnages                              | Doublage              | 1          | 2          | 3          |
| ----------------------- | ---------------------------------------- | --------------------- | ---------- | ---------- | ---------- |
| Karol Sevilla           | Sol Benson / Luna Valente                | Clara Quilichini      | Principale | Principale | Principale |
| Ruggero Pasquarelli     | Matteo Balsano                           | Aurélien Ringelheim   | Principal  | Principal  | Principal  |
| Valentina Zenere        | Ámbre Smith / Ámbre Benson (Ámbar en VO) | Sophie Frison         | Principale | Principale | Principale |
| Michael Ronda           | Simón Álvarez                            | Alexis Flamant        | Principal  | Principal  | Principal  |
| Carolina Kopelioff      | Nina Simonetti                           | Héléna Coppejans      | Principale | Principale | Principale |
| Agustin Bernasconi      | Gastón Perida                            | Alexandre Crépet      | Principal  | Principal  | Récurrent  |
| Jandino                 | Eric Andrade                             | Thibaut Delmotte      |            |            | Principal  |
| Malena Ratner           | Delfina « Delfi » Alzamendi              | Cathy Boquet          | Principale | Principale | Principale |
| Katja Martínez          | Jazmín Carbajal                          | Ludivine Deworst      | Principale | Principale | Principale |
| Ana Jara Martínez       | Jimena « Jim » Medina                    | Laetitia Liénart      | Principale | Principale | Principale |
| Chiara Parravicini      | Yamila « Yam » Sánchez                   | Delphine Chauvier     | Principale | Principale | Principale |
| Jorge López             | Ramiro Ponce                             | Emmanuel Dekoninck    | Principal  | Principal  | Principal  |
| Gastón Vietto (es)      | Pedro Arias                              | Grégory Praet         | Principal  | Principal  | Principal  |
| Lionel Ferro            | Nicolás « Nico » Navarro                 | Olivier Prémel        | Principal  | Principal  | Principal  |
| Giovanna Reynaud        | Emilia Mansfield                         | Audrey Devos          |            | Récurrente | Principale |
| Pasquale Di Nuzzo       | Benicio Banderbield                      | David Scarpuzza       |            | Récurrent  | Principal  |
| Luz Cipriota            | Tamara Ríos                              | Myriem Akheddiou      | Principale | Invitée    |            |
| Estela Ribeiro (es)     | Juliana / Marisa Mint                    | Maia Baran            |            | Principale | Principale |
| Lucila Gandolfo (es)    | Sharon Benson / Vanessa / Angela         | Rosalia Cuevas        | Principale | Principale | Principale |
| Rodrigo Pedreira        | Reinaldo « Rey » Gutiérrez               | Tony Beck             | Principal  | Principal  | Principal  |
| David Murí              | Miguel Valente                           | Franck Dacquin        | Principal  | Principal  | Principal  |
| Ana Carolina Valsagna   | Monica Valente                           | Fabienne Loriaux      | Principale | Principale | Principale |
| Roberto Carnaghi (es)   | Alfredo Milder                           | Robert Guilmard       |            | Principal  | Principal  |
| Antonella Querzoli      | Amanda                                   | Angélique Leleux      | Principale | Principale |            |
| Vicky Suarez Battan     | Marguerite « Maggie » García Centurión   | Sophie Pyronnet       |            |            | Principale |
| Diego Sassi Alcalá      | Martino « Tino » Alcaraz                 | Maxime Donnay         | Principal  | Principal  |            |
| Germán Tripel           | Carlos Alcoba (Cato en VO)               | Nicolas Matthys       | Principal  | Principal  |            |
| Ezequiel Rodrìguez      | Ricardo Simonetti                        | Sébastien Hébrant     | Principal  | Principal  | Récurrent  |
| Caro Ibarra (es)        | Analia « Ana » Valparaíso                | Valérie Muzzi         | Principale | Principale | Principale |
| Paula Kohan (es)        | Mora Barza                               | Marcha Van Boven      | Principale | Principale | Récurrente |
| Joaquín Berthold        | Gary López                               | Antoni Lo Presti      |            | Récurrent  | Principal  |
| Thelma Fardin           | Florencia « Flor » Balsano               |                       | Récurrente | Récurrente |            |
| Gabriel Calamari        | Xavi                                     | Alessandro Bevilacqua | Récurrent  | Récurrent  |            |
| Tomás de las Heras (es) | Mariano Onairam                          | Antoni Lo Presti      | Récurrent  |            |            |
| Sol Moreno              | Daniela Aleinad                          |                       | Récurrente |            |            |
| Samuel Nascimento       | Santiago « Santi » Owen                  | Stéphane Pelzer       | Invité     | Récurrent  |            |
| Julieta Nair Calvo      | Paula                                    |                       |            | Récurrente |            |
| Sheila Piccolo          | Fernanda, dite « Fer »                   |                       |            | Récurrente |            |
| Roberto Ottini          | Ángelo Balsano                           |                       |            | Récurrent  | Récurrent  |
| Candelaria Molfese (es) | Ada                                      | Fanny Roy             |            | Récurrente | Récurrente |
| Candelaria Molfese (es) | Eva                                      | Fanny Roy             | Récurrente |            |            |
| Cristina Allende (es)   | Elena                                    |                       |            | Récurrente | Invitée    |
| Bruno Heder             | Bruno                                    | Philippe Allard       |            | Récurrent  |            |
| Esteban Velásquez       | Michel González                          |                       |            |            | Récurrent  |
| Mia Jenkins             | Emma                                     |                       |            |            | Récurrente |

## Liste des épisodes deSoy Luna
Le tournage de la première saison a débuté en juin 2015, après 7 mois de cours de patinage intensifs.
Le tournage de la seconde saison a débuté en juin 2016, et s'est achevé en décembre 2016. Le tournage de la troisième et ultime saison a débuté en juillet 2017 et s'est terminé le 22 décembre 2017.
| Saisons           | Saisons | Épisodes | Épisodes | Amérique latine | Amérique latine   | France / Suisse   | France / Suisse   | Belgique          | Belgique         |
| Saisons           | Saisons | Épisodes | Épisodes | Début           | Fin               | Début             | Fin               | Début             | Fin              |
| ----------------- | ------- | -------- | -------- | --------------- | ----------------- | ----------------- | ----------------- | ----------------- | ---------------- |
|                   | 1       | 80       | 40       | 14 mars 2016    | 6 mai 2016        | 18 avril 2016     | 10 juin 2016      | 29 août 2016      | 16 décembre 2016 |
|                   | 1       | 80       | 40       | 4 juillet 2016  | 26 août 2016      | 29 août 2016      | 23 septembre 2016 | 29 août 2016      | 16 décembre 2016 |
| 2 janvier 2017    | 1       | 80       | 40       | 4 juillet 2016  | 26 août 2016      | 2 février 2017    |                   | 29 août 2016      | 16 décembre 2016 |
|                   | 2       | 80       | 40       | 17 avril 2017   | 9 juin 2017       | 24 avril 2017     | 15 juin 2017      | 4 septembre 2017  | 22 décembre 2017 |
| 18 septembre 2017 | 2       | 80       | 40       | 17 avril 2017   | 9 juin 2017       | 28 septembre 2017 |                   | 4 septembre 2017  | 22 décembre 2017 |
|                   | 2       | 80       | 40       | 7 août 2017     | 29 septembre 2017 | 2 octobre 2017    | 21 décembre 2017  | 4 septembre 2017  | 22 décembre 2017 |
|                   | 3       | 60       | 30       | 16 avril 2018   | 25 mai 2018       | 23 avril 2018     | 12 juin 2018      | 28 mai 2018       | 29 juin 2018     |
|                   | 3       | 60       | 30       | 9 juillet 2018  | 17 août 2018      | 3 septembre 2018  | 12 octobre 2018   | 10 septembre 2018 | 19 octobre 2018  |

### Épisodes spéciaux
Le 26 février 2021, un épisode spécial intitulé Soy Luna: El Último Concierto sort sur Disney+ en Amérique Latine montrant le concert des adieux du casting de la série Soy Luna au Luna Park (Buenos Aires) le 19 novembre 2018.
1. 2018 : Soy Luna: The Journey
2. 2021 : Soy Luna: El Último Concierto

## Web-séries
| Titre                                    | Épisodes        | Amérique latine   | Amérique latine    | France           | France          |
| Titre                                    | Épisodes        | Début             | Fin                | Début            | Fin             |
| ---------------------------------------- | --------------- | ----------------- | ------------------ | ---------------- | --------------- |
| 1.000.000 de hechos sobre Soy Luna       | 10              | 14 juin 2016      | 5 juillet 2016     | —                | —               |
| 1.000.000 de hechos sobre Soy Luna       | 6               | 5 octobre 2017    | 11 novembre 2017   | —                | —               |
| Box Challenge                            | —               | —                 | —                  | —                | —               |
| Challenge con Sebastián Villalobos       | 6               | 31 mai 2017       | 27 janvier 2018    | —                | —               |
| Detrás de Soy Luna                       | 10              | 15 mai 2017       | 18 octobre 2017    | —                | —               |
| DIY Custom Roller Skates                 | 4               | 3 juillet 2017    | 24 juillet 2017    | —                | —               |
| Face to Face                             | 13              | 26 mai 2018       | 14 juillet 2018    | —                | —               |
| Glam & Roller                            | 5               | 17 juin 2016      | 17 juin 2016       | —                | —               |
| Hairstyle                                | 7               | 15 novembre 2016  | 6 décembre 2016    | —                | —               |
| Hoy se patina                            | 5               | 31 mars 2016      | 28 avril 2016      | 29 août 2016     | 24 octobre 2016 |
| Hula Hoop Challenge                      | 4               | —                 | —                  | —                | —               |
| Luz, cámara...¡Ups!                      | 11              | 6 mai 2016        | 10 juin 2016       | —                | —               |
| Luz, cámara...¡Ups!                      | 4               | 5 juin 2017       | 26 juin 2017       | —                | —               |
| Luz, cámara...¡Ups!                      | —               | 7 mars 2018       | —                  | —                | —               |
| Make Up                                  | 7               | 13 décembre 2016  | 3 janvier 2017     | —                | —               |
| Music On                                 | 7               | 1er juillet 2016  | 1er juillet 2016   | —                | —               |
| Music On                                 | 14              | 12 avril 2017     | 25 août 2017       | —                | —               |
| Music On                                 | —               | 6 avril 2018      | —                  | —                | —               |
| Nail Art                                 | 7               | 25 octobre 2016   | 15 novembre 2016   | —                | —               |
| Outfit                                   | 4               | 14 novembre 2017  | 15 décembre 2017   | —                | —               |
| Participación especial                   | 9               | 18 avril 2017     | 1er septembre 2017 | —                | —               |
| Participación especial                   | —               | 31 janvier 2018   | —                  | —                | —               |
| ¿Quién lo dijo?                          | 6               | 28 février 2017   | 10 mars 2017       | —                | —               |
| Soy Luna de vacaciones                   | 8               | 3 mars 2017       | 17 mars 2017       | —                | —               |
| Soy Luna DIY - Do It Yourself            | 10              | 20 septembre 2016 | 11 octobre 2016    | 5 septembre 2016 | —               |
| Soy Luna en concierto                    | 9               | 31 mars 2017      | 22 mai 2017        | —                | —               |
| Soy Luna en concierto - Detrás de escena | 6               | 8 décembre 2017   | 12 décembre 2017   | —                | —               |
| Super Roller Challenge                   | 6               | 14 août 2017      | 19 septembre 2017  | —                | —               |
| ¿Te imaginas si…?                        | 6               | 14 février 2017   | 17 février 2017    | —                | —               |
| Te lo cuento rapidísimo                  | 10 février 2018 | 10 février 2018   | 10 février 2018    | —                | —               |
| Top 5                                    | —               | —                 | —                  | —                | —               |
| Tour por el cuarto de Ámbar              | 24 avril 2017   | 24 avril 2017     | 24 avril 2017      | —                | —               |
| Who Is Who?                              | 13              | 2 août 2016       | 13 septembre 2016  | —                | —               |
| #SoyMuyFan                               | —               | 3 mars 2018       | —                  | —                | —               |

## Diffusions internationales
| Pays                              | Chaîne                                        | Date de diffusion                    | Date de diffusion                   | Date de diffusion                    | Jour de diffusion                               | Jour de diffusion                          | Jour de diffusion                          | Titre        | Horaire                                 |
| Pays                              | Chaîne                                        | Saison 1                             | Saison 2                            | Saison 3                             | Saison 1                                        | Saison 2                                   | Saison 3                                   | Titre        | Horaire                                 |
| --------------------------------- | --------------------------------------------- | ------------------------------------ | ----------------------------------- | ------------------------------------ | ----------------------------------------------- | ------------------------------------------ | ------------------------------------------ | ------------ | --------------------------------------- |
| Argentine                         | Disney Channel (Amérique latine)              | 14 mars 2016 - 26 août 2016          | 17 avril 2017 - 29 septembre 2017   | 16 avril 2018 - 17 août 2018         | lundi au vendredi                               | lundi au vendredi                          | lundi au vendredi                          | Soy Luna     | 18:00 19:00                             |
| Bolivie                           | Disney Channel (Amérique latine)              | 14 mars 2016 - 26 août 2016          | 17 avril 2017 - 29 septembre 2017   | 16 avril 2018 - 17 août 2018         | lundi au vendredi                               | lundi au vendredi                          | lundi au vendredi                          | Soy Luna     | 18:00 19:00                             |
| Chili                             | Disney Channel (Amérique latine)              | 14 mars 2016 - 26 août 2016          | 17 avril 2017 - 29 septembre 2017   | 16 avril 2018 - 17 août 2018         | lundi au vendredi                               | lundi au vendredi                          | lundi au vendredi                          | Soy Luna     | 18:00 19:00                             |
| Équateur (pays)                   | Gama TV                                       | 24 avril 2017 - 11 août 2017         | —                                   | —                                    | lundi au vendredi                               | —                                          | —                                          | Soy Luna     | 16:00                                   |
| Équateur (pays)                   | Disney Channel (Amérique latine)              | 14 mars 2016 - 26 août 2016          | 17 avril 2017 - 29 septembre 2017   | 16 avril 2018 - 17 août 2018         | lundi au vendredi                               | lundi au vendredi                          | lundi au vendredi                          | Soy Luna     | 18:00 19:00                             |
| Honduras                          | Disney Channel (Amérique latine)              | 14 mars 2016 - 26 août 2016          | 17 avril 2017 - 29 septembre 2017   | 16 avril 2018 - 17 août 2018         | lundi au vendredi                               | lundi au vendredi                          | lundi au vendredi                          | Soy Luna     | 18:00 19:00                             |
| Canal 5 (Honduras)                | 3 février 2018 -                              | —                                    | —                                   | Samedi                               | —                                               | —                                          | 17:00                                      | Soy Luna     |                                         |
| Canal Telecadena 7 y 4 (Honduras) | 20 avril 2020 - 7 août 2020                   | 10 août 2020 - 30 novembre 2020      | —                                   | lundi au vendredi                    | lundi au vendredi                               | —                                          | 15:30                                      | Soy Luna     |                                         |
| Mexique                           | Azteca 7                                      | 7 janvier 2017 - 4 novembre 2017     | —                                   | —                                    | Samedi                                          | —                                          | —                                          | Soy Luna     | 10:00                                   |
| Mexique                           | Disney Channel (Amérique latine)              | 14 mars 2016 - 26 août 2016          | 17 avril 2017 - 29 septembre 2017   | 16 avril 2018 - 17 août 2018         | lundi au vendredi                               | lundi au vendredi                          | lundi au vendredi                          | Soy Luna     | 18:00 19:00                             |
| Colombie                          | Disney Channel (Amérique latine)              | 14 mars 2016 - 26 août 2016          | 17 avril 2017 - 29 septembre 2017   | 16 avril 2018 - 17 août 2018         | lundi au vendredi                               | lundi au vendredi                          | lundi au vendredi                          | Soy Luna     | 18:00 19:00                             |
| RCN Televisión                    | 10 juin 2017 - 24 décembre 2017               | —                                    | —                                   | Samedi et Dimanche                   | —                                               | —                                          | 10:45                                      | Soy Luna     |                                         |
| Cuba                              | Disney Channel (Amérique latine)              | 14 mars 2016 - 26 août 2017          | 17 avril 2017 - 29 septembre 2017   | 16 avril 2018 - 17 août 2018         | lundi au vendredi                               | lundi au vendredi                          | lundi au vendredi                          | Soy Luna     | 18:00 19:00                             |
| Costa Rica                        | Disney Channel (Amérique latine)              | 14 mars 2016 - 26 août 2017          | 17 avril 2017 - 29 septembre 2017   | 16 avril 2018 - 17 août 2018         | lundi au vendredi                               | lundi au vendredi                          | lundi au vendredi                          | Soy Luna     | 18:00 19:00                             |
| Guatemala                         | Disney Channel (Amérique latine)              | 14 mars 2016 - 26 août 2017          | 17 avril 2017 - 29 septembre 2017   | 16 avril 2018 - 17 août 2018         | lundi au vendredi                               | lundi au vendredi                          | lundi au vendredi                          | Soy Luna     | 18:00 19:00                             |
| Nicaragua                         | Disney Channel (Amérique latine)              | 14 mars 2016 - 26 août 2017          | 17 avril 2017 - 29 septembre 2017   | 16 avril 2018 - 17 août 2018         | lundi au vendredi                               | lundi au vendredi                          | lundi au vendredi                          | Soy Luna     | 18:00 19:00                             |
| Panama                            | Disney Channel (Amérique latine)              | 14 mars 2016 - 26 août 2017          | 17 avril 2017 - 29 septembre 2017   | 16 avril 2018 - 17 août 2018         | lundi au vendredi                               | lundi au vendredi                          | lundi au vendredi                          | Soy Luna     | 18:00 19:00                             |
| Paraguay                          | RPC TV                                        | 3 avril 2017- 21 juillet 2017        | 2 avril 2018- 20 juillet 2018       | —                                    | lundi au vendredi                               | lundi au vendredi                          | —                                          | Soy Luna     | 17:00                                   |
| Paraguay                          | Disney Channel (Amérique latine)              | 14 mars 2016 - 26 août 2016          | 17 avril 2017- 29 septembre 2017    | 16 avril 2018 - 17 août 2018         | lundi au vendredi                               | lundi au vendredi                          | lundi au vendredi                          | Soy Luna     | 18:00 / 19:00                           |
| Salvador                          | Disney Channel (Amérique latine)              | 14 mars 2016 - 26 août 2016          | 17 avril 2017- 29 septembre 2017    | 16 avril 2018 - 17 août 2018         | lundi au vendredi                               | lundi au vendredi                          | lundi au vendredi                          | Soy Luna     | 18:00 / 19:00                           |
| TCS Canal 2                       | 19 décembre 2017 - 9 avril 2018               | 13 septembre 2018 - 2 janvier 2019   | 16 septembre 2019 - 6 décembre 2019 | 15:30                                | lundi au vendredi                               | lundi au vendredi                          | lundi au vendredi                          | Soy Luna     |                                         |
| Pérou                             | Disney Channel (Amérique latine)              | 14 mars 2016 - 26 août 2016          | 17 avril 2017 - 29 septembre 2017   | 16 avril 2018 - 17 août 2018         | lundi au vendredi                               | lundi au vendredi                          | lundi au vendredi                          | Soy Luna     | 18:00 / 19:00                           |
| République dominicaine            | Disney Channel (Amérique latine)              | 14 mars 2016 - 26 août 2016          | 17 avril 2017 - 29 septembre 2017   | 16 avril 2018 - 17 août 2018         | lundi au vendredi                               | lundi au vendredi                          | lundi au vendredi                          | Soy Luna     | 18:00 / 19:00                           |
| Uruguay                           | Disney Channel (Amérique latine)              | 14 mars 2016 - 26 août 2016          | 17 avril 2017 - 29 septembre 2017   | 16 avril 2018 - 17 août 2018         | lundi au vendredi                               | lundi au vendredi                          | lundi au vendredi                          | Soy Luna     | 18:00 / 19:00                           |
| Venezuela                         | Disney Channel (Amérique latine)              | 14 mars 2016 - 26 août 2016          | 17 avril 2017 - 29 septembre 2017   | 16 avril 2018 - 17 août 2018         | lundi au vendredi                               | lundi au vendredi                          | lundi au vendredi                          | Soy Luna     | 18:35 (1-35) / 19:00 (36-2B) / 20:00    |
| Venezuela                         | Televen                                       | 11 septembre 2017 - 29 décembre 2017 | —                                   | —                                    | lundi au vendredi                               | —                                          | —                                          | Soy Luna     | 15:00                                   |
| Brésil                            | Disney Channel (Brésil)                       | 14 mars 2016 - 26 août 2016          | 17 avril 2017 - 29 septembre 2017   | 16 avril 2018 - 17 août 2018         | lundi au vendredi                               | lundi au vendredi                          | lundi au vendredi                          | Sou Luna     | 18:00 / 19:30 / 20:00 (HD)              |
| Brésil                            | Sistema Brasileiro de Televisão               | 29 août 2016 - 16 décembre 2016      | 1er mai 2017 - 13 octobre 2017      | 23 juillet 2018 - 31 août 2018       | lundi au vendredi                               | lundi au vendredi                          | lundi au vendredi                          | Sou Luna     | 09:30                                   |
| Mozambique                        | TV Miramar (Moçambique)                       | 12 février 2019 - 3 juin 2019        | —                                   | —                                    | lundi au vendredi                               | —                                          | —                                          | Sou Luna     | 18:45                                   |
| Espagne                           | Disney Channel (Espagne)                      | 4 avril 2016 - 1er décembre 2016     | 17 avril 2017 - 29 novembre 2017    | 25 juin 2018 - 14 septembre 2018     | lundi au jeudi                                  | lundi au jeudi (2A) lundi au vendredi (2B) | lundi au vendredi                          | Soy Luna     | 21:30 / 21:15 (2A) / 15:30 (2B) / 12:40 |
| Portugal                          | Disney Channel (Portugal)                     | 4 avril 2016 - 1er décembre 2016     | 17 avril 2017 - 12 décembre 2017    | 10 septembre 2018 - 21 décembre 2018 | lundi au jeudi                                  | lundi au jeudi                             | lundi au jeudi                             | Soy Luna     | 21:30 / 20:30                           |
| France                            | Disney Channel (France)                       | 18 avril 2016 - 2 février 2017       | 24 avril 2017 - 21 décembre 2017    | 23 avril 2018 - 12 octobre 2018      | lundi au vendredi (1-60) lundi au jeudi (61-80) | lundi au jeudi                             | lundi au jeudi (3A) lundi au vendredi (3B) | Soy Luna     | 18:30                                   |
| Allemagne                         | Disney Channel (Allemagne)                    | 2 mai 2016 - 15 décembre 2016        | 24 avril 2017 - 15 décembre 2017    | 23 juillet 2018 - 14 décembre 2018   | lundi au vendredi (1-60) lundi au jeudi (61-80) | lundi au vendredi                          | lundi au vendredi                          | Ich bin Luna | 19:20 / 19:10                           |
| Italie                            | Disney Channel (Italie)                       | 9 mai 2016 - 3 février 2017          | 8 mai 2017 - 7 décembre 2017        | 28 mai 2018 - 2 novembre 2018        | lundi au vendredi                               | lundi au vendredi (2A) lundi au jeudi (2B) | lundi au vendredi                          | Soy Luna     | 20:10                                   |
| Italie                            | Rai Gulp                                      | 28 novembre 2016 - 4 mai 2017        | 7 mars 2018 - 25 mai 2018           | 21 janvier 2019 - 21 mars 2019       | Tous les jours                                  | Tous les jours                             | Tous les jours                             | Soy Luna     | 19:15 / 20:05                           |
| Pologne                           | Disney Channel (Pologne)                      | 16 mai 2016 - 23 mars 2017           | 18 septembre 2017 - 4 mai 2018      | 29 octobre 2018- 1er avril 2019      | lundi au jeudi                                  | lundi au vendredi                          | lundi au vendredi                          | Soy Luna     | 18:00 / 19:30                           |
| Bulgarie                          | Disney Channel (Europe du centre et de l'est) | 16 mai 2016 - 7 avril 2017           | 18 septembre 2017 - 11 mai 2018     | 15 octobre 2018 - 18 avril 2019      | lundi au vendredi                               | lundi au vendredi                          | lundi au jeudi                             | Луна         | 18:00                                   |
| Roumanie                          | Disney Channel (Roumanie)                     | 16 mai 2016 - 7 avril 2017           | 18 septembre 2017 - 11 mai 2018     | 15 octobre 2018 - 18 avril 2019      | lundi au vendredi                               | lundi au vendredi                          | lundi au jeudi                             | Soy Luna     | 18:00                                   |
| Israël                            | Disney Channel Israël                         | 22 mai 2016 - 9 novembre 2016        | 4 juin 2017 - 16 novembre 2017      | 14 octobre 2018 - 3 janvier 2019     | dimanche au jeudi                               | dimanche au jeudi                          | dimanche au jeudi                          | סוי לונה     | —                                       |
| Belgique Pays-Bas                 | Disney Channel Belgique et Pays-Bas           | 29 août 2016 - 16 décembre 2016      | 4 septembre 2017- 22 décembre 2017  | 28 mai 2018 - 19 octobre 2018        | lundi au vendredi                               | lundi au vendredi                          | lundi au vendredi                          | Soy Luna     | —                                       |
| Hongrie                           | Disney Channel (Europe du centre et de l'est) | 5 septembre 2016 - 4 mai 2017        | 18 septembre 2017 - 14 juin 2018    | 15 octobre 2018 - 18 avril 2019      | lundi au jeudi                                  | lundi au jeudi                             | lundi au jeudi                             | Soy Luna     | —                                       |
| Tchéquie                          | Disney Channel (République tchèque)           | 5 septembre 2016 - 4 mai 2017        | 18 septembre 2017 - 14 juin 2018    | 15 octobre 2018 - 18 avril 2019      | lundi au jeudi                                  | lundi au jeudi                             | lundi au jeudi                             | Soy Luna     | —                                       |
| Slovaquie                         | Disney Channel (République tchèque)           | 5 septembre 2016 - 4 mai 2017        | 18 septembre 2017 - 14 juin 2018    | 15 octobre 2018 - 18 avril 2019      | lundi au jeudi                                  | lundi au jeudi                             | lundi au jeudi                             | Soy Luna     | —                                       |
| Danemark                          | DR Ultra                                      | —                                    | —                                   | —                                    | —                                               | —                                          | —                                          | —            | —                                       |
| Finlande Islande Norvège Suède    | Disney Channel (Scandinavie)                  | 10 octobre 2016 - 5 mai 2017         | 16 octobre 2017 - 27 avril 2018     | —                                    | lundi au vendredi                               | lundi au vendredi                          | —                                          | Soy Luna     | 18:30                                   |
| Slovénie                          | POP TV                                        | 1er juin 2017 - 20 septembre 2017    | 5 mars 2018 - 22 juin 2018          | 17 septembre 2018 - 7 décembre 2018  | lundi au vendredi                               | lundi au vendredi                          | lundi au vendredi                          | Jaz sem Luna | 14:20 / 14:30 14:40 / 15:30             |
| Russie                            | Disney Channel (Russie)                       | 7 août 2017 - 9 novembre 2018        | —                                   | —                                    | —                                               | —                                          | —                                          | Я Лу́на       | —                                       |
| États-Unis                        | UniMás                                        | 20 février 2018 - 15 juin 2018       | —                                   | —                                    | lundi au vendredi                               | —                                          | —                                          | Soy Luna     | 17:00                                   |
| Turquie                           | Disney Channel Turquie                        | 10 juin 2019 - 24 octobre 2019       | 28 octobre 2019 - 9 juillet 2020    | 13 juillet 2020 - 22 octobre 2020    | lundi au jeudi                                  | lundi au jeudi                             | lundi au jeudi                             | Soy Luna     | 19:45                                   |
| Serbie                            | NOVA S                                        | 10 avril 2020 - 31 juillet 2020      | 3 août 2020 - 20 novembre 2020      | 23 novembre 2020 - 15 février 2021   | lundi au vendredi                               | lundi au vendredi                          | lundi au vendredi                          | Ja sam Luna  | 14:40                                   |

## Distinctions

### Récompenses
- Kids' Choice Awards Argentina 2016 :
  - Acteur favori pour Ruggero Pasquarelli
  - Actrice favorite pour Karol Sevilla
  - Garçon Trendy pour Agustín Bernasconi
  - Méchant favori pour  Valentina Zenere
  - Série ou programme favori
- Kids' Choice Awards Colombia 2016 :
  - Acteur favori pour Ruggero Pasquarelli
  - Méchant favori pour Valentina Zenere
- Kids' Choice Awards México 2016 : Méchant favori pour Valentina Zenere

- Kids' Choice Awards Argentina 2017 :
  - Acteur favori pour Michael Ronda
  - Actrice favorite pour Carolina Kopelioff
  - Garçon Trendy pour Agustín Bernasconi
  - Série ou programme favori
- Kids' Choice Awards Colombia 2017 :
  - Acteur favori pour Ruggero Pasquarelli
  - Actrice favorite pour Karol Sevilla
  - Fille Trendy pour Valentina Zenere
  - Série ou programme favori
- Kids' Choice Awards México 2017 : 
  - Acteur favori pour Michael Ronda
  - Série ou programme favori
- Meus Prêmios Nick 2017 : Série ou programme favori
- Premios Martín Fierro de Cable 2017 : Meilleur programme pour la jeunesse

- Kids' Choice Awards Argentina 2018 : 
  - Acteur favori pour Michael Ronda
  - Actrice favorite pour Karol Sevilla
  - Méchant favori pour Giovanna Reynaud
  - Couple favori pour Lutteo (Luna + Matteo)
  - Série ou programme favori
- Kids' Choice Awards México 2018 :
  - Acteur favori pour Michael Ronda
  - Actrice favorite pour Karol Sevilla
  - Méchant favori pour Giovanna Reynaud
  - Couple favori pour Lutteo (Luna + Matteo)
  - Série ou programme favori

### Nominations
- Kids' Choice Awards Argentina 2016 :
  - Acteur favori pour Michael Ronda
  - Actrice favorite pour Katja Martínez
  - Garçon Trendy pour Lionel Ferro
- Kids' Choice Awards Colombia 2016 :
  - Acteur favori pour Michael Ronda
  - Actrice favorite pour Karol Sevilla et Katja Martínez
  - Série ou programme favori
- Kids' Choice Awards México 2016 : 
  - Acteur favori pour Michael Ronda
  - Actrice favorite pour Karol Sevilla
  - Série ou programme favori
- Meus Prêmios Nick 2016 : Programme international favori

- Kids' Choice Awards Argentina 2017 : Méchant favori pour  Valentina Zenere
- Kids' Choice Awards México 2017 : Actrice favorite pour Karol Sevilla
- Lunas del Auditorio 2017 :  Meilleur spectacle familial pour Soy Luna en concierto
- Tú Awards 2017 : 
  - Couverture de l'année
  - Tournée de l'année pour Soy Luna en concierto
  - Garçon le plus sexy pour Michael Ronda et Ruggero Pasquarelli

- Kids' Choice Awards Argentina 2018 : 
  - Acteur favori pour Agustín Bernasconi
  - Actrice favorite pour Carolina Kopelioff
  - Couple favori pour Simbar (Simón + Ámbar)
- Premio Gardel 2018 : Meilleur album pour la jeunesse pour La vida es un sueño

## Univers de la série

### Personnages principaux

#### Introduits dans la première saison
- Luna Valente / Sol Benson (Karol Sevilla) : Une jeune mexicaine spontanée, joyeuse et aimante et fille adoptive de Miguel et Mónica Valente. À son arrivée en Argentine, Luna développera davantage sa passion pour le patinage en découvrant le Jam & Roller. Luna est en fait Sol Benson, la fille de Lili et Bernie Benson et la petite-fille d'Alfredo Milder, et a des rêves récurrents sur son passé en Argentine et sur les événements de la mort de ses parents dans l'incendie de la résidence Benson. Tout au long de la série, Luna essaie de découvrir sa véritable identité et la vérité sur son passé.
- Matteo Balsano (Ruggero Pasquarelli) : Un jeune italien beau, égocentrique et talentueux, également le petit-ami d'Ambre. Il fait la connaissance de Luna au Mexique en la bousculant accidentellement, quand il la revoit en Argentine, petit à petit il développe un béguin pour elle. Il chante et patine au Jam & Roller. Avec Ambre tous deux sont considérés comme les « rois de la piste ».
- Ambre (Ámbar en VO) Smith (Valentina Zenere) : Une belle jeune femme élégante et sophistiquée et la petite-amie de Matteo. Elle fait la connaissance de Luna au Mexique alors qu'elle voyageait avec sa marraine, Sharon. Ambre est manipulatrice, sait bien mentir et fait généralement tout à sa manière, manipulant ses amis et essayant de se montrer être une bonne personne auprès de personnes qu'elle n'aime pas. Elle chante et patine au Jam & Roller, qui avec Matteo sont considérées comme les « rois de la piste ». Au fil du temps, celle-ci tombe amoureuse de Simón. Dans la troisième saison, Ambre a changé d'attitude et de tenue vestimentaire, devenant rebelle en découvrant toute la vérité sur sa marraine et Luna.
- Simón Álvarez (Michael Ronda) : Un jeune mexicain et meilleur ami de Luna, qui est prêt à l'aider dans tout et est secrètement follement amoureux d'elle. Il a quitté sa vie et sa famille au Mexique pour être avec Luna. Il devient le guitariste d'un groupe appelé le Roller Band avec Nico et Pedro, plus tard il emménage avec eux et devient un employé du Jam & Roller. Par la suite, il tombe amoureux d'Ambre.
- Nina Simonetti (Carolina Kopelioff) : Une jeune fille très timide qui aime étudier, lire des livres et être critique anonyme sous le pseudonyme de Felicity Maintenant (Felicity for Now en VO). Elle devient la meilleure amie de Luna qui l'aide à être moins timide. Elle est amoureuse de Gastón et quand celui-ci découvre son identité, elle commence à sortir avec lui. Dans la troisième saison, Gastón est à Oxford, plus tard, ils se retrouvent et mettent fin à leur relation. Nina commencera également à ressentir un fort sentiment pour Eric, un jeune homme similaire à elle.
- Gastón Perida (Agustín Bernasconi) ; (saisons 1 et 2 ; récurrent saison 3) : Meilleur ami de Matteo et l'un des lycéens les plus populaires du Blake South College. Il aime la littérature, chanter et patiner. Se montrant parfois dragueur, il tombe finalement amoureux de Felicity Maintenant, une blogueuse anonyme. En découvrant son identité, il tombe amoureux de Nina. Dans la troisième saison, Gastón étudie à Oxford, il retournera en Argentine pour mettre fin à leur relation.
- Jazmín Carbajal (Katja Martínez) : L'une des meilleures amies d'Ambre. Elle vit connectée sur les réseaux sociaux et se soucie beaucoup de l'opinion des autres. Jasmín se soucie beaucoup de son apparence, elle est sincère et naïve et est donc facile à manipuler. Avec Delfina, elles possède une chaîne internet de vidéos appelée Fab and Chic. Jasmín est amoureuse de Simón, cependant, ce ne sera jamais réciproque et celle-ci finira par comprendre. Dans la troisième saison, elle créé une nouvelle chaîne nommée Ja Jazmín.
- Delfina « Delfi » Alzamendi (Malena Ratner) : L'une des meilleures amies d'Ambre. Semblable à ses meilleures amies c'est une jeune femme aristocratique, ambitieuse, riche et superficielle, elle est amoureuse de Gastón, mais avec le temps elle tombe amoureuse de Pedro, qui finit par faire d'elle une meilleure personne. Avec Jazmín, elles possède une chaîne internet de vidéos appelée Fab and Chic.
- Ramiro Ponce (Jorge López) : Un jeune homme talentueux qui aime patiner, danser et rapper. Il est ambitieux et essaie toujours d'être le meilleur. Il tombe amoureux de Yam et ne cache pas ses sentiments envers elle, cependant, ses attitudes égocentriques poussent Yam à se distancier de lui. Dans la deuxième saison, il rejoint le groupe de patinage Adrenaline avec sa nouvelle amie Fernanda, dont il finit par tomber amoureux, mais ce n'est pas réciproque. Dans la troisième saison, il rejoint les Red Sharks, rompant sa relation avec Yam et son amitié avec les autres patineurs à roulettes. Il finira par revenir de ses erreurs, ses amis lui pardonneront et réussira à reconquérir Yam.
- Yamila « Yam » Sánchez (Chiara Parravicini) : Une jeune femme charismatique pleine d'idées et d'imagination, passionnée par le chant, la danse, le patinage et le design de mode. Elle est la meilleure amie de Jim et l'une des amies de Luna. Yam cache d'abord ses sentiments envers Ramiro mais petit à petit, elle finit par avouer qu'elle ressent quelque chose pour lui. Lors de la saison 3, Yam devra décider sur quoi elle veut se concentrer, celle-ci étant doué dans de nombreux domaines. Elle a l'une des meilleures voix sur le Roller et finira par se concentrer sur la chanson.
- Jimena « Jim » Medina (Ana Jara) : Une jeune espagnole romantique et rêveuse qui est la meilleure amie de Yam. Elle adore patiner, mais sa vraie passion est la danse. Au début, elle aimait Ramiro, mais avec le temps, elle découvre qu'elle est complètement amoureuse de Nico, bien qu'ils commencent une relation, ils finissent par devenir de bons amis.
- Pedro Arias (Gastón Vietto) : Membre du Roller Band et également assistant de la cafétéria Jam & Roller, avec son meilleur ami Nico. Il est très réservé, honnête et prêt à tout pour ses amis. Il en est venu à avoir des sentiments pour Tamara, mais en rencontrant Delfina, il finit par tomber amoureux d'elle, puisqu'elle a aidé Delfina à être une meilleure personne. Dans la deuxième saison, il tombe amoureux d'Eva tout comme Nico, ce qui les amène à se disputer fréquemment. Avec Delfina ils finiront finalement par se réconcilier.
- Nicolás « Nico » Navarro (Lionel Ferro) : Membre du Roller Band et également assistant de la cafétéria Jam & Roller, avec son meilleur ami Pedro, et est amoureux de Jim. Dans la deuxième saison, il tombe amoureux d'Eva comme Pedro, ce qui les amène à se disputer fréquemment. Dans la troisième saison, il commence à avoir des sentiments pour Ada et se rendra à New York avec elle.
- Tamara Ríos (Luz Cipriota) ; (saison 1 ; invitée saison 2) : Gérante du Jam & Roller. Elle est organisée et responsable, puisqu'elle doit garder les choses sous contrôle sur le Roller, elle est travailleuse et consciente de tout ce qui se passe sur la piste. Elle présente les Open Music. Tamara quitte le Roller au début de la deuxième saison pour poursuivre ses rêves.
- Sharon Benson (Lucila Gandolfo) : Nouvelle employeuse des Valente et marraine d'Ambre. C'est une femme amère et froide, qui garde de grands secrets sur son passé. Elle est incroyablement stratégique et planifie chaque étape. Son amour pour Ambre est énorme, mais elle a des attentes incroyablement élevées vis-à-vis de sa filleule. Dans le passé, elle était amoureuse de Bernie Benson, le mari de sa sœur Lili. À la fin de la deuxième saison, elle s'enfuit lorsque Luna et Alfredo découvrent toute la vérité. Dans la troisième saison, elle fera tout son possible pour retrouver son ancienne vie.
- Reinaldo « Rey » Gutiérrez (Rodrigo Pedreira) : Un homme loyal, travailleur et sérieux et le bras droit de Sharon. Rey connaît le passé de Sharon, mais il l'aidera de toutes les manières possibles, car il est amoureux d'elle. Dans la troisième saison, il est l'un des infiltrés de Sharon avec Maggie, avec qui il simule une relation amoureuse qui devient peu à peu réalité.
- Miguel Valente (David Muri) : Un Mexicain gentil et travailleur et le père adoptif de Luna. Il ne veut que le meilleur pour Luna et est là pour elle quand elle en a besoin. Il est également très concentré sur son travail à la résidence Benson et fait ce qu'on lui demande de faire.
- Mónica Valente (Ana Carolina Valsagna) : Mère adoptive mexicaine de Luna. Elle est la cuisinière des Benson. Monica est généralement une excellente conseillère pour Luna, même avec les amis de sa fille comme Nina et Simón, mais aussi avec Ambre, car Monica a un grand cœur.
- Martín « Tino » Alcaráz (Diego Sassi Alcalá) ; (saisons 1 et 2) : Un homme maladroit et le meilleur ami de Cato. Il travaillait dans une clinique et est embauché par Rey sous les ordres de Sharon, afin de faire en sorte qu'il soit difficile pour Luna de découvrir son passé, bien qu'il ne connaisse pas la vérité.
- Carlos (Catolino « Cato » en VO) Alcoba (Germán Tripel) ; (saisons 1 et 2) : Un homme distrait et le meilleur ami de Tino. Il travaillait dans une clinique et est embauché par Rey sous les ordres de Sharon, afin de faire en sorte qu'il soit difficile pour Luna de découvrir son passé, bien qu'il ne connaisse pas la vérité. Il est amoureux d'Amanda et, à la fin de la deuxième saison, il quitte la résidence avec sa fiancée.
- Amanda (Antonella Querzoli) ; (saisons 1 et 2) : Femme de ménage de la résidence Benson, elle est de prima bord une personne froide, mais est très affectueuse, surtout lorsqu'elle s'implique davantage dans la famille Valente. Dans la deuxième saison, elle se refait une beauté. Elle s'invente un faux fiancé pour rendre Cato jaloux, à la fin de la deuxième saison elle accepte sa demande en mariage et ils quittent la résidence.
- Ricardo Simonetti (Ezequiel Rodríguez) ; (saisons 1 et 2 ; récurrente saison 3) : Père de Nina, un homme accro aux jeux vidéo et à sa création. Il s'entend bien avec son ex-femme, et dans certaines situations, ils essaient également de se remettre ensemble, mais cela ne fonctionne pas. Il tombe amoureux de Tamara, mais commence plus tard une relation avec Mora, la meilleure amie de son ex-femme. Au cours de la deuxième saison, il voyagera aux États-Unis, pour rendre visite à Nina de temps en temps lors de la troisième saison.
- Ana Valparaíso (Caro Ibarra) :  Avocate intelligente, organisée et très occupée et la mère de Nina. Elle s'entend bien avec son ex-mari. Dans la troisième saison, elle est tombée amoureuse de Gary sans savoir que c'est lui qui menace de fermer le Jam & Roller. Celui-ci se donne le faux prénom de César, mais elle découvrira ensuite son mensonge et fera tout son possible pour que Juliana le renvoie du Roller.
- Mora Barza (Paula Kohan) ; (saisons 1 et 2 ; récurrente saison 3) : Meilleure amie d'Ana. Elle est une créatrice de mode très solidaire qui encourage souvent les autres à être courageuses et à réaliser leurs rêves comme elle l'a fait avec Nina et Yam.

#### Introduits dans la deuxième saison
- Juliana / Marissa Mint (saisons 2 et 3) : Nouvelle entraîneuse de l'équipe de patinage du Roller. C'est une femme stricte et intelligente. Elle a toujours tendance à faire ce qu'il faut et c'est elle qui a le dernier mot, au début elle ne s'entend pas avec les patineurs. Elle révèle par la suite la raison de son comportement qui est due à un accident du passé, qui a mis fin à sa carrière de patineuse, car sa véritable identité est celle de Marissa Mint, une patineuse renommée, sa relation avec les jeunes change et ils se prennent beaucoup d'affection pour elle.
- Alfredo Milder (Roberto Carnaghi) ; (saisons 2 et 3) : Père de Sharon. Alfredo arrive à la résidence Benson pour revoir sa fille. C'est un homme joyeux et charismatique qui gagne toute l'affection du personnel et de Luna, avec cette dernière, il commence à avoir une relation spéciale, sans savoir qu'ils sont grand-père et petite-fille. Dans la troisième saison, il prend les commandes de la résidence. Il souhaite que l'attitude d'Ambre s'améliore, car il la considère également comme sa petite-fille.
- Emilia Mansfield (Giovanna Reynaud) (saison 3 ; récurrente saison 2) : Membre des Red Sharks. C'est une grande patineuse, déterminée et dévouée, avide de toujours gagner. Elle tombe amoureuse de Matteo et fera en sorte que Luna ne soit pas avec lui.
- Benicio Banderbield (saison 3 ; récurrent saison 2) : Jeune patineur brillant, arrogant, sûr de lui et manipulateur, et aussi une vieille connaissance de Simon. Toujours à la recherche de succès il fera tout quels qu'en soient les conséquences pour être le meilleur. Dans la troisième saison, il rejoint les Red Sharks et a l'intention de sortir avec Ambre.
- Gary López (Joaquin Berthold) ; (saison 3 ; récurrent saison 2) : Homme d'affaires influent qui fait tout pour obtenir ce qu'il veut, il est aussi l'oncle de Nico. Il est le manager des Red Sharks et fait de Juliana la coach exclusive de l'équipe par contrat, même si elle n'est pas d'accord. Il tombe amoureux d'Ana, mais ne lui révèle pas sa véritable identité.

#### Introduits dans la troisième saison
- Eric Andrade (Jandino) ; (saison 3) : Nouvel employé de Jam & Roller, qui tombe amoureux de Nina. Eric est beaucoup plus timide que Nina et a un grand don pour le chant.
- Marguerite (Margarita en VO) « Maggie » García Centurión (Victoria Suárez Battán) ; (saison 3) : Une femme vivante et bavarde. Elle est la nouvelle femme de ménage de la résidence Benson, après la démission d'Amanda. Bien qu'elle soit en fait une infiltrée de Sharon, car elle souhaite être riche. Elle dissimule certaines de ses actions lorsqu'elle a été découverte, elle finit par impliquer un complot sentimental avec Rey, qui devient peu à peu réalité.

### Récurrents

#### Introduits dans la première saison
- Liliana « Lily » Benson (Sofía González) : Mère décédée de Luna / Sol, qui apparaît dans ses rêves récurrents. Elle est la sœur de Sharon et la fille d'Alfredo.
- Xavier, dit « Xavi » (Gabriel Calamari) ; (saisons 1 et 2) : Étudiant d'échange brésilien qui rencontre Nina, et ils deviennent amis, mais développent également des sentiments mutuels.
- Florencia « Flor » Balsano (Thelma Fardín) (saisons 1 et 2) : Cousine de Matteo, qui intéresse Gastón, mais celle-ci s'intéresse à Nico. Flor conseille vivement Mattéo sur les sentiments mutuels qu'il peut avoir avec Luna.
- Sylvana Arial (Micaela Tabanera) (saisons 1 et 2) : Mère biologique d'Ambre, elle veut rencontrer sa fille et lui parler, mais elle rencontre toujours Sharon, qui empêche Ambre de connaître la vérité.
- Mme Rodríguez (Eva Adanaylo) ; (saisons 1-2) : Pensionnaire de la maison de retraite qui prétend être la fiancée de Rey. Celle-ci a des informations sur Roberto qu'elle souhaite transmettre à Luna.
- Victorino Wang (Luis Asato) ; (saisons 1-2) : Créateur du pendentif en forme de Soleil et de Lune, Sharon l'a payé pour ne pas donner d'informations à ce sujet à la famille Valente.
- Clara Sánchez Barrenechea (Lucrecia Gelardi) ; (saison 1) : Vieille amie de Sharon, qui connaît toute la vérité sur son passé et l'incendie de la résidence.
- Sebastián Villalobos (lui-même) ; (saisons 1-2) : Célèbre vidéaste qui visite le Roller à plusieurs reprises. Il s'intéresse à Ambre puis à Luna.
- Bernardo « Bernie » Benson (Boris Baskt) ; (saisons 1, 3) : Père décédé de Luna / Sol, qui apparaît dans ses rêves récurrents.
- Mariano Onairam (Tomás de las Heras) ; (saison 1) : Ex-petit-ami de Tamara et est également entraîneur de patinage. C'est un homme mystérieux avec de mauvaises intentions, il essaie d'emmener Jim et Ramiro dans une autre équipe, tout comme Luna. Dans un premier temps Jim et Ramiro accepterons l'offre pour ensuite revenir au Jam & Roller
- Daniela Aleinad (Sol Moreno) ; (saison 1) : Une jeune fille manipulatrice qui avait rencontré Simón au Mexique dont elle est amoureuse. Elle fera tout pour rester avec lui, notamment en essayant de mettre fin à son amitié avec Luna.
- Arcade (Santiago Stieben) ; (saison 1) : Un joueur de jeux vidéo argentin dont Jazmín est amoureuse.
- Dário Barassi (lui-même) ; (saison 1) : Chargé de présenter l'Open de musique pendant que Tamara participait à la compétition internationale de patinage.
- Willy Star (Leo Trento) ; (saison 1) : Un entraîneur qui vient entraîner le Jam & Roller.
- Santiago « Santi » Owen (Samuel Nascimento) ; (saison 2 ; invité saison 1) : Producteur de musique brésilien, qui finit par s'intéresser au Roller Band. Il est venu dans la première saison pour visiter le Jam & Roller, il est devenu producteur pour le Roller Band. Après l'incendie survenu au Jam & Roller, il quitte définitivement les lieux.

#### Introduits dans la deuxième saison
- Fernanda (Sheila Piccolo) ; (saison 2) : Patineuse freestyle du groupe Adrénaline, elle est amie de Ramiro et Matteo, duquel elle est amoureuse.
- Eva (Candelaria Molfese) (saison 2) : Chanteuse temporaire du Roller Band, elle tombe amoureuse de Pedro, et cache qu'elle a une sœur jumelle, Ada, qui tombe amoureuse de Nico et chante également dans le Roller Band. Dans la troisième saison, elle devient sous-gérante au Roller sous les ordres de Gary. Elle dévoilera son amour à Nico et ils quitteront tous les deux le pays.
- Paula (Julieta Nair Calvo) ; (saison 2) : Jeune femme qui travaille avec Santi Owen dans le Jam & Roller. Elle rend Jim jalouse car elle passe du temps avec le Roller Band et Nico.
- Perception (Adriana Perewoski) ; (saison 2) : Une voyante qui prétend avoir des informations sur le pendentif en forme de Soleil et de Lune.
- Angelo Balsano (Roberto Ottini) (saison 2 ; invité saison 3) : Père de Matteo. C'est un diplomate qui veut que son fils étudie à Oxford pour poursuivre la carrière de sa famille.
- Pablo (Gabriel Epstein) ; (saison 2) : Membre d'Adrénaline. Il quitte le groupe après que Ramiro et Matteo aient commencé à avoir plus d'importance, mais il reviendra quand Fernanda en aura besoin.
- Rocco (Gignacio Heredia Molina) ; (saison 2) : Membre d'Adrénaline.
- Bruno (Bruno Heder) ; (saison 2) : Employé de la plateforme en ligne Vidia, il est appelé à lancer la carrière solo de Matteo et Simón.
- Elena (Cristina Allende) ; (saison 2 ; invitée saison 3) : Actrice engagée par Sharon pour se faire passer pour Rose des Marées, une ancienne compagne de son père.

#### Introduits dans la troisième saison
- Felipe Mendevilla (Mauro Álvarez)
- Emma (Mia Jenkins) : Une jeune étrangère qui arrive pour participer à un Open de musique, celle-ci aura des sentiments pour Simon durant son voyage à Buenos Aires.
- Michel (Esteban Velázquez) ; (saison 3) : Étudiant d'échange qui étudiera quelque temps au Blake South College et qui s'intéresse à Luna.

### Invités
- Sofia Carson, dans son propre rôle (saisons 1 et 3)
- « La Générale » (Verónica Segura) ; (saison 1) : Patronne du fast-food Foodger Wheels où travaillaient Luna et Simon.
- Dani Martins, dans son propre rôle (saison 1)
- Olga Patricia Peña (Mirta Wons) ; (saison 1) : Cousine d'Amanda. Le personnage est issu de la série Violetta.
- Martina Stoessel, dans son propre rôle (saison 2)
- Camila Fernández, dans son propre rôle (saison 2)
- Sabrina Carpenter, dans son propre rôle (saison 2)
- Sebastián « Seba » López (Juan Ciancio) ; (saison 3)
- Ami Rodríguez, dans son propre rôle (saison 3)
- Ian Lucas, dans son propre rôle (saison 3)
- Dove Cameron, dans son propre rôle (saison 3)
- Daniel Patiño, dans son propre rôle (saison 3)

## Musique et DVD
Le premier CD de la série, intitulée Soy Luna, est sortie le 26 février 2016. La chanson utilisée pour le générique est Alas.
Les DVD de la première et deuxième parties de la saison 1 sont disponibles.

### Soy Luna
Albums de Plusieurs artistes
Música en ti
Singles
1. Alas
Sortie : 15 janvier 2016
2. Sobre ruedas
Sortie : 19 février 2016

| 1.    | Alas (Karol Sevilla)                                                                                             | 3:18 |
| 2.    | Valiente (Michael Ronda)                                                                                         | 3:10 |
| 3.    | Eres (Karol Sevilla & Michael Ronda)                                                                             | 2:29 |
| 4.    | Prófugos (Ruggero Pasquarelli & Valentina Zenere)                                                                | 3:59 |
| 5.    | Un destino (Lionel Ferro, Michael Ronda & Gastón Vietto)                                                         | 4:01 |
| 6.    | Sobre ruedas (Karol Sevilla, Katja Martínez, Valentina Zenere, Ana Jara, Malena Ratner & Chiara Parravicini)     | 2:24 |
| 7.    | Corazón (Agustín Bernasconi & Malena Ratner)                                                                     | 3:10 |
| 8.    | Mírame a mí (Valentina Zenere)                                                                                   | 2:25 |
| 9.    | I'd Be Crazy (Ruggero Pasquarelli, Lionel Ferro, Michael Ronda, Jorge López, Agustín Bernasconi & Gastón Vietto) | 3:48 |
| 10.   | Siento (Ruggero Pasquarelli)                                                                                     | 4:08 |
| 11.   | Invisibles (Lionel Ferro, Michael Ronda & Gastón Vietto)                                                         | 3:05 |
| 12.   | Camino (Elenco de Soy Luna)                                                                                      | 2:49 |
| 38:46 | |      |

### Música en ti
Le second album de la première saison est sorti le 26 août 2016.
Albums
Soy Luna La vida es un sueño
| No  | Titre                                                                                     | Durée |
| --- | ----------------------------------------------------------------------------------------- | ----- |
| 1.  | Vuelo (Elenco de Soy Luna)                                                                | 3:11  |
| 2.  | Música en ti (Karol Sevilla)                                                              | 2:53  |
| 3.  | A rodar mi vida (Elenco de Soy Luna)                                                      | 3:16  |
| 4.  | Nada ni nadie (Ruggero Pasquarelli)                                                       | 3:34  |
| 5.  | Chicas así (Valentina Zenere, Malena Ratner & Katja Martinez)                             | 3:04  |
| 6.  | Tengo un corazón (Carolina Kopelioff)                                                     | 3:10  |
| 7.  | Qué más da (Karol Sevilla & Ruggero Pasquarelli)                                          | 3:03  |
| 8.  | Sin fronteras (Karol Sevilla & Carolina Kopelioff)                                        | 2:32  |
| 9.  | Eres (Radio Disney Vivo) (Karol Sevilla, Michael Ronda & Ruggero Pasquarelli)             | 2:33  |
| 10. | Valiente (Radio Disney Vivo) (Karol Sevilla, Michael Ronda, Lionel Ferro & Gastón Vietto) | 3:25  |
| 11. | Alas (Radio Disney Vivo) (Elenco de Soy Luna)                                             | 3:28  |
| 12. | A rodar mi vida (Acoustic) (Chiara Parravicini)                                           | 2:49  |

### La vida es un sueño
L'album de la saison 2 est sortie le 3 mars 2017 en Amérique Latine et le 21 avril 2017 dans le reste du monde. 
Albums
Música en ti Modo Amar

#### Disque 1
| No  | Titre | Durée |
| --- | --- | ----- |
| 1.  | Siempre Juntos (Karol Sevilla) | 4:17  |
| 2.  | Alzo Mi Bandera (Michael Ronda, Lionel Ferro & Gaston Vietto)                                                                              | 2:58  |
| 3.  | La Vida es un Sueño (Karol Sevilla) | 3:27  |
| 4.  | Fush, ¡Te Vas! (Katja Martinez) | 3:09  |
| 5.  | ¿Cómo Me Ves? (Valentina Zenere) | 2:02  |
| 6.  | Mitad y Mitad (Carolina Kopelioff & Agustin Bernasconi)                                                                                    | 2:50  |
| 7.  | Valiente (Elenco de Soy Luna) | 3:08  |
| 8.  | Honey Funny (Chiara Parravicini, Ana Jara & Jorge López)                                                                                   | 2:27  |
| 9.  | Linda (Michael Ronda, Lionel Ferro & Gaston Vietto)                                                                                        | 2:43  |
| 10. | Cuenta Conmigo (Elenco de Soy Luna) | 3:31  |
| 11. | Vives en Mí (Karol Sevilla & Ruggero Pasquarelli)                                                                                          | 2:55  |
| 12. | I've Got a Feeling (Karol Sevilla, Ruggero Pasquarelli, Valentina Zenere, Michael Ronda, Chiara Parravicini, Lionel Ferro & Gastón Vietto) | 2:40  |
| 13. | Princesa (Ruggero Pasquarelli) | 3:13  |

#### Disque 2
| No  | Titre                                                 | Durée |
| --- | ----------------------------------------------------- | ----- |
| 1.  | Footloose (Elenco de Soy Luna)                        | 3:13  |
| 2.  | Sólo para Ti (Karol Sevilla)                          | 3:37  |
| 3.  | Catch Me If You Can (Valentina Zenere)                | 3:18  |
| 4.  | Pienso (Michael Ronda, Lionel Ferro & Gaston Vietto)  | 3:39  |
| 5.  | Andaremos (Karol Sevilla & Michael Ronda)             | 4:20  |
| 6.  | Allá Voy (Ruggero Pasquarelli)                        | 3:07  |
| 7.  | No Te Pido Mucho (Karol Sevilla)                      | 3:33  |
| 8.  | Stranger (Ruggero Pasquarelli)                        | 3:12  |
| 9.  | Aqui Estoy (Ruggero Pasquarelli & Agustin Bernasconi) | 2:32  |
| 10. | Yes, I Do (Chiara Parravicini)                        | 3:21  |
| 11. | Yo Quisiera (Michael Ronda)                           | 3:42  |
| 12. | Siempre Juntos (Versión Grupal) (Elenco de Soy Luna)  | 4:18  |

### Modo Amar
L'album de la saison 3 est sorti le 6 avril 2018.
Albums
La Vida es un Sueño
| No  | Titre | Durée |
| --- | --- | ----- |
| 1.  | Modo Amar (Karol Sevilla, Ruggero Pasquarelli, Malena Ratner, Katja Martinez, Carolina Kopelioff, Jorge López, Ana Jara, Chiara Parravicini, Michael Ronda, Lionel Ferro & Gastón Vietto)                            | 3:05  |
| 2.  | Soy Yo (Karol Sevilla) | 3:28  |
| 3.  | Quiero Verte Sonreir (Ruggero Pasquarelli) | 3:14  |
| 4.  | Claroscuro (Valentina Zenere) | 3:18  |
| 5.  | Tiempo De Amor (Michael Ronda) | 3:39  |
| 6.  | Tu Cárcel (Michael Ronda & Karol Sevilla) | 3:12  |
| 7.  | Despierta mi Mundo (Karol Sevilla, Ruggero Pasquarelli, Michael Ronda, Chiara Parravicini, Ana Jara, Malena Ratner & Katja Martínez)                                                                                 | 3:33  |
| 8.  | Quédate (Karol Sevilla & Ruggero Pasquarelli) | 3:41  |
| 9.  | Solos (Valentina Zenere & Michael Ronda) | 2:58  |
| 10. | Decirte Lo Que Siento (Gastón Vietto) | 3:23  |
| 11. | Mi Corazón Hace Wow Wow (Lionel Ferro & Jandino) | 3:36  |
| 12. | Nada Me Podrá Parar (Karol Sevilla) | 3:03  |
| 13. | Si Lo Sueñas Claro (Karol Sevilla, Ruggero Pasquarelli, Michael Ronda, Valentina Zenere, Gastón Vietto, Lionel Ferro, Carolina Kopelioff, Jorge López, Chiara Parravicini, Ana Jara, Malena Ratner & Katja Martínez) | 3:18  |
| 14. | Esta Noche No Paro (Ruggero Pasquarelli) | 3:13  |
| 15. | Creyendo En Mí (Chiara Parravicini) | 2:52  |
| 16. | Nadie Como Tú (Ruggero Pasquarelli, Michael Ronda, Lionel Ferro, Agustín Bernasconi, Jorge López & Gastón Vietto) | 3:16  |
| 17. | Mano a Mano (Karol Sevilla, Malena Ratner, Chiara Parravicini, Valentina Zenere, Ana Jara, Carolina Kopelioff & Katja Martínez)                                                                                      | 2:30  |
| 18. | Borrar Tu Mirada (Karol Sevilla, Chiara Parravicini, Ana Jara & Carolina Kopelioff) | 2:40  |
| 19. | Todo Puede Cambiar (Elenco de Soy Luna) | 3:45  |

## Tournées
- Soy Luna en Concierto (2017)
- Soy Luna Live (2018)
- Soy Luna en vivo (2018)